# María-Teresa Torró-Flor
María-Teresa Torró-Flor (ur. 2 maja 1992 w Villenie) – hiszpańska tenisistka.

## Kariera tenisowa
Pierwszy kontakt z zawodowymi rozgrywkami zanotowała w październiku 2006 roku, biorąc udział bez powodzenia w kwalifikacjach do turnieju rangi ITF w Benicarló. Dwa tygodnie później w podobnym turnieju, w Sewilli wygrała kwalifikacje i po raz pierwszy wystąpiła w turnieju głównym, w którym odpadła w pierwszej rundzie. Przez następne dwa lata wielokrotnie startowała ze zmiennym szczęściem w kwalifikacjach do turniejów ITF, ale dopiero w grudniu 2008 roku odniosła sukces, wygrywając turniej w Benicarló. W sumie wygrała osiemnaście turniejów singlowych i pięć deblowych rangi ITF.
W kwietniu 2009 roku otrzymała dziką kartę do udziału w turnieju Andalucia Tennis Experience, w Marbelli, zaliczanego do rozgrywek cyklu WTA. Odpadła w pierwszej rundzie, przegrywając z Arantxą Rus. W 2010 roku wygrała swój pierwszy mecz w rozgrywkach WTA, pokonując w pierwszej rundzie Silvię Alban, na turnieju Internazionali Femminili di Tennis di Palermo w Palermo. Największe sukcesy w rozgrywkach WTA to dwukrotnie osiągnięte ćwierćfinały, w Marbelli i Estoril.
W styczniu 2013 roku zdobyła pierwszy tytuł deblowy cyklu WTA Tour. Osiągnęła go w Hobart, gdzie razem z Garbiñe Muguruzą pokonała wynikiem 6:3, 7:6(5) parę Tímea Babos–Mandy Minella.
W kwietniu 2014 zwyciężyła w pierwszym singlowym turnieju cyklu WTA Tour. W Marrakeszu pokonała w meczu mistrzowskim Rominę Oprandi wynikiem 6:3, 3:6, 6:3. W lipcu razem z Andreją Klepač osiągnęły finał zawodów w Bad Gastein, w którym przegrały z siostrami Karolíną i Kristýną Plíškovymi 6:4, 3:6, 6–10. W następnym tygodniu para triumfowała w Båstad, pokonując w meczu mistrzowskim Jocelyn Rae i Annę Smith 6:1, 6:1.
W sezonie 2015 Hiszpanka razem z Larą Arruabarreną triumfowały w zawodach w Acapulco, pokonując w meczu mistrzowskim debel Andrea Hlaváčková–Lucie Hradecká wynikiem 7:6(2), 5:7, 13–11.

## Finały turniejów WTA
| Legenda                     | Legenda |
| --------------------------- | ------- |
| Wielki Szlem                |         |
| Igrzyska olimpijskie        |         |
| WTA Tour Championships      |         |
| 2009 – 2020                 |         |
| WTA Premier Mandatory       |         |
| WTA Premier 5               |         |
| WTA Premier                 |         |
| WTA International Series    |         |
| WTA 125K series (2012–2020) |         |

### Gra pojedyncza
| Końcowy wynik | Nr | Data             | Turniej   | Nawierzchnia | Przeciwniczka  | Wynik finału  |
| ------------- | -- | ---------------- | --------- | ------------ | -------------- | ------------- |
| Zwyciężczyni  | 1. | 27 kwietnia 2014 | Marrakesz | Ceglana      | Romina Oprandi | 6:3, 3:6, 6:3 |

### Gra podwójna
| Końcowy wynik | Nr | Data             | Turniej     | Nawierzchnia | Partnerka         | Przeciwniczki                       | Wynik finału       |
| ------------- | -- | ---------------- | ----------- | ------------ | ----------------- | ----------------------------------- | ------------------ |
| Zwyciężczyni  | 1. | 12 stycznia 2013 | Hobart      | Twarda       | Garbiñe Muguruza  | Tímea Babos Mandy Minella           | 6:3, 7:6(5)        |
| Finalistka    | 1. | 13 lipca 2014    | Bad Gastein | Ceglana      | Andreja Klepač    | Karolína Plíšková Kristýna Plíšková | 6:4, 3:6, 6–10     |
| Zwyciężczyni  | 2. | 20 lipca 2014    | Båstad      | Ceglana      | Andreja Klepač    | Jocelyn Rae Anna Smith              | 6:1, 6:1           |
| Zwyciężczyni  | 3. | 28 lutego 2015   | Acapulco    | Twarda       | Lara Arruabarrena | Andrea Hlaváčková Lucie Hradecká    | 7:6(2), 5:7, 13–11 |

## Wygrane turnieje rangi ITF
| turnieje z pulą nagród 100 000 $   |
| turnieje z pulą nagród 75/80 000 $ |
| turnieje z pulą nagród 50/60 000 $ |
| turnieje z pulą nagród 25 000 $    |
| turnieje z pulą nagród 15 000 $    |
| turnieje z pulą nagród 10 000 $    |

### Gra pojedyncza
|     | Data       | Turniej         | Kat. | ($)     | Naw.   | Finalistka              | Wynik         |
| 1.  | 14/12/2008 | Benicarló       | ITF  | 10 000  | ziemna | Ashley Weinhold         | 6:4, 1:6, 7:5 |
| 2.  | 18/10/2009 | Antalya         | ITF  | 10 000  | ziemna | Anna Orlik              | 6:0, 6:3      |
| 3.  | 28/02/2010 | Madryt          | ITF  | 10 000  | ziemna | Giulia Gatto-Monticone  | 7:5, 3:6, 6:4 |
| 4.  | 24/04/2011 | Civitavecchia   | ITF  | 25 000  | ziemna | Anna-Giulia Remondina   | 6:3, 6:4      |
| 5.  | 22/04/2012 | Civitavecchia   | ITF  | 25 000  | ziemna | Julija Bejhelzimer      | 3:6, 7:5, 6:2 |
| 6.  | 10/06/2012 | Zlin            | ITF  | 25 000  | ziemna | Jasmina Tinjic          | 6:1, 1:6, 6:1 |
| 7.  | 17/06/2012 | Krajowa         | ITF  | 50 000  | ziemna | Andreea Mitu            | 6:3, 6:4      |
| 8.  | 30/06/2012 | Rzym            | ITF  | 25 000  | ziemna | Tereza Mrdeža           | 6:3, 6:0      |
| 9.  | 22/07/2012 | Bukareszt       | ITF  | 100 000 | ziemna | Garbiñe Muguruza        | 6:3, 4:6, 6:4 |
| 10. | 29/07/2012 | Ołomuniec       | ITF  | 100 000 | ziemna | Alexandra Cadanțu       | 6:2, 6:3      |
| 11. | 14/10/2012 | Sant Cugat      | ITF  | 25 000  | ziemna | Estrella Cabeza Candela | 6:1, 6:4      |
| 12. | 17/05/2015 | Saint-Gaudens   | ITF  | 50 000  | ziemna | Jana Čepelová           | 6:1, 6:0      |
| 13. | 16/08/2015 | Praga           | ITF  | 75 000  | ziemna | Denisa Allertová        | 6:3, 7:6(5)   |
| 14. | 15/01/2017 | Hammamet        | ITF  | 15 000  | ziemna | Julia Grabher           | 6:2, 6:2      |
| 15. | 22/01/2017 | Hammamet        | ITF  | 15 000  | ziemna | Alexandra Dulgheru      | 6:3, krecz    |
| 16. | 19/02/2017 | Manacor         | ITF  | 15 000  | ziemna | Anastasija Zaryćka      | 6:4, 6:2      |
| 17. | 11/06/2017 | Figueira da Foz | ITF  | 25 000  | twarda | Sarah-Rebecca Sekulic   | 6:4, 6:2      |
| 18. | 20/08/2017 | Montreux        | ITF  | 25 000  | ziemna | Deborah Chiesa          | 4:6, 6:1, 6:2 |

## Finały juniorskich turniejów wielkoszlemowych

### Gra podwójna (1)
| Końcowy wynik | Rok  | Turniej     | Nawierzchnia | Partnerka         | Przeciwniczki               | Wynik finału |
| Finalistka    | 2010 | French Open | Ceglana      | Lara Arruabarrena | Tímea Babos Sloane Stephens | 2:6, 3:6     |